# ФСА (футбольный клуб)
«ФСА» — бывший российский футбольный клуб из Воронежа. В 2009 году, наряду с клубом «Факел-Воронеж», представлял город во втором дивизионе первенства России.

## История
После вылета «Факела» из первого дивизиона по итогам сезона 2006 года он потерял финансирование со стороны областных властей, обвинивших руководство клуба в нерациональном использовании выделявшихся средств, и на основании заявления о добровольном выходе из состава членов Профессиональной футбольной лиги и отказа выступать во втором дивизионе был исключён из ПФЛ. 2007 год команда играла в любительском первенстве Черноземья и там была в числе аутсайдеров, заняв предпоследнее 16-е место.
Перед началом сезона 2008 года власти продекларировали намерение возродить воронежский футбол и бренд «Факел» на базе участвовавшей во втором дивизионе команды «Динамо». В это же время предпринимателем Александром Чурсановым, владельцем воронежской строительной компании «Строй Арт», был создан новый клуб, начавший выступление в первенстве Черноземья ЛФЛ. Команда называлась «Факел-СтройАрт», а клуб был зарегистрирован как ООО «Футбольный клуб „Факел“». Команда выиграла как зональное первенство (где среди соперников была команда «Факел» — ООО «ФК „Факел“», проект Людмилы Ивановой, которая приобрела акции «Факела»), так и финальный турнир, и получила право на участие во втором дивизионе. За победу в любительском первенстве России 20 игроков «Факела-СтройАрта» получили звания мастеров спорта. Тем временем, по окончании сезона в руководстве «Динамо-Воронеж» было принято решение об объединении с другой командой второго дивизиона «ФЦШ-73» в новый клуб «Факел-Воронеж» — данный клуб находился под патронированием председателя Воронежской областной думы Владимира Ключникова. В декабре 2008 года болельщиками клуба «Факел» было написано открытое обращение, в котором клуб «Факел-СтройАрт» был признан ими как продолжатель традиций «Факела».
Таким образом, два клуба со схожими названиями некоторое время претендовали на бренд «Факела» и право быть преемником клуба, который к тому времени фактически распустился. «Факел-СтройАрт», готовивший документацию для регистрации в ПФЛ без приложения «СтройАрт», вынужден был сменить название на «ФСА» и во втором дивизионе играл под этим названием вместе с «Факелом-Воронежем». Одновременное участие двух «Факелов» в зоне «Центр» второго дивизиона привело к расколу в среде активных болельщиков.
По окончании сезона 2009 года «Факел» был возрождён на базе клуба «Факел-Воронеж».
18 марта 2010 года ФК «ФСА» решением совета лиги был исключён из ПФЛ.
Главными тренерами команды «ФСА» были Юрий Магдиев и Геннадий Сошенко (с 25 июня 2009 года).

## Названия
- 2008 — «Факел-СтройАрт».
- 2009 — «ФСА».

## Результаты выступлений
| Первенство России | Первенство России | Первенство России | Первенство России | Первенство России | Первенство России | Первенство России | Первенство России | Первенство России | Первенство России | Первенство России | Примечания                                            | Примечания                                            |
| Сезон             | лига/дивизион     | лига/дивизион     | лига/дивизион     | Место             | И                 | В                 | Н                 | П                 | Мячи              | О                 | Примечания                                            | Примечания                                            |
| ----------------- | ----------------- | ----------------- | ----------------- | ----------------- | ----------------- | ----------------- | ----------------- | ----------------- | ----------------- | ----------------- | ----------------------------------------------------- | ----------------------------------------------------- |
| 2008              | ЛФЛ               | Черноземье        | Черноземье        | 1 из 18           | 34                | 24                | 7                 | 3                 | 100-23            | 79                |                                                       | Выход во второй дивизион                              |
| 2008              | ЛФЛ               | Финал             | группа А          | 1 из 8            | 3                 | 1                 | 2                 | 0                 | 2-0               | 5                 | 1-е место из 4                                        | Выход во второй дивизион                              |
| 2008              | ЛФЛ               | Финал             | плей-офф          | 1 из 8            | 2                 | 2                 | 0                 | 0                 | 4-1               | 1-е место из 4    | 1-е место из 4                                        | Выход во второй дивизион                              |
| 2009              | Второй дивизион   | зона «Центр»      | зона «Центр»      | 11 из 17          | 32                | 11                | 6                 | 15                | 44-48             | 39                | 1/256 финала Кубка России (Факел-Воронеж — 1:4, дома) | 1/256 финала Кубка России (Факел-Воронеж — 1:4, дома) |

| Сезон | Лига            | Место    | И  | В | Н | П  | Мячи  | О  |
| ----- | --------------- | -------- | -- | - | - | -- | ----- | -- |
| 2009  | ЛФЛ, Черноземье | 12 из 13 | 24 | 3 | 2 | 19 | 10-67 | 11 |